# Runengymnastik
Runengymnastik, auch Runenyoga, ist eine völkisch-esoterische Form der Körperkultur, die ihre Wurzeln in der Runenesoterik Anfang des 20. Jahrhunderts hat.

## Geschichte
Der Runenkult verbreitete sich Anfang des 20. Jahrhunderts durch Okkultisten, Ariosophen und Esoteriker wie Jörg Lanz von Liebenfels, Guido von List und Rudolf von Sebottendorf. In den 1920er Jahren verbanden unabhängig voneinander die beiden Esoteriker Friedrich Bernhard Marby und Siegfried Adolf Kummer Ideen der Meditationsformen des Yoga mit Elementen der völkischen Freikörperkultur und entwickelten so die sogenannte Runengymnastik, die beide über diverse Schriften Mitte der 1920er Jahre bis Anfang der 1930er Jahre zu verbreiten versuchten. Dabei verschwiegen beide Autoren den Einfluss der fernöstlichen Meditation auf ihre Lehre beziehungsweise erklärten, die ursprünglich von den Germanen entwickelte Lehre habe sich in Ostasien verbreitet und Yoga sei nur ein Plagiat. Beide beanspruchten für sich, Antennen für den Willen der Götter zu sein und ihre Heilslehre durch direkten Kontakt mit den Ahnen erhalten zu haben.
Den später verfeindeten Ariosophen war ebenfalls gemein, dass sie im Dritten Reich in Ungnade fielen. Während Marby lange Jahre im Konzentrationslager verbrachte, verarmte Kummer. Erst nach dem Zweiten Weltkrieg setzte zumindest Marby seine Lehre fort, blieb jedoch Außenseiter. Karl Spiesberger entwickelte in den 1950ern die Runengymnastik neu. Er bezog sich zwar auf Kummer und Marby, blendete aber die antisemitischen und völkischen Elemente aus. Vielmehr betonte er die Gemeinsamkeiten mit dem Yoga, dem Autogenen Training und dem Mazdaznan. In den 1970ern veranstaltete er Kurse zum Runenyoga.
In den 1970ern begann sich der Einfluss des Runen-Yogas in der rechten Esoterik-Szene zu verbreiten. Der Armanen-Orden übernahm die Runengymnastik und in den 1980er Jahren war es der rechtsextreme Verleger Rudolf Anton Spieth, der Marbys Schriften neu auflegte und einem jüngeren Publikum zugänglich machte. Ebenso in den 1970ern kam auch der amerikanische Okkultist Stephen Flowers auf das Thema und löste durch seine Bücher eine weltweite Renaissance der Runemagie aus. Heute ist die Runengymnastik in der esoterischen und neuheidnischen Szene verbreitet.

## Praxis
Die Runen stellen nach Ansicht der Runengymnastik Körperstellungen und Bewegungsrichtungen dar, die sogenannten Runenstellungen.  Dies diente zunächst der Selbstheilung sowie der Kräftigung. Der Gymnastiker soll diese Stellung minutenlang einnehmen und mit Sprechgesang und Autosuggestion koppeln. Die Einnahme der Runenstellungen sollte nackt erfolgen. Zu Beginn war die Theorie der Runengymnastik vor allem auch rassisch und antisemitisch geprägt, also nur für den „nordischen Menschen“ gedacht. Sie dienten der rassischen Aufwertung. Über die Runenstellungen sollte der Kontakt zu den Göttern hergestellt werden. Marby ging so weit, dass er die Gymnastik als „Meister“ zur angeblichen Fernheilung verwendete.
Erst in den 1950ern befreite Spiesberger die Runengymnastik von dieser rassistischen Konnotation. Wie Marby und Kummer nahm er die Runen als Ausgangspunkt für verschiedene Stellungen, die der Meditation dienen. Er verstand das Runenyoga jedoch als für jedermann geeignet. Seine Schriften verstehen sich als Mischung aus Gesundheitsratgeber und Lebensreform.

## Grundlegende Werke
- Siegfried Adolf Kummer: Heilige Runenmacht. Wiedergeburt des Armanentums durch Runenübungen und Tänze.  Uranus-Verlag, Hamburg 1932
- Siegfried Adolf Kummer: Runen-Magie. K. Hartmann, Dresden 1933
- Friedrich Bernhard Marby: Marby-Runen-Gymnastik. Stuttgart: Marby-Verlag 1932
- Friedrich Bernhard Marby: Runenschrift, Runenwort, Runengymnastik. Stuttgart: Marby-Verlag 1931
- Friedrich Bernhard Marby: Runen raunen richtig Rat! Stuttgart: Marby-Verlag 1934
- Friedrich Bernhard Marby: Rassische Gymnastik als Aufrassungsweg  – Buch 1: Weltanschaulich religiöse Grundlagen. Stuttgart: Marby-Verlag 1935
- Friedrich Bernhard Marby: Rassische Gymnastik als Aufrassungsweg  – Buch 2: Die Rosengärten und das ewige Land der Rasse. Stuttgart: Marby-Verlag 1935
- Karl Spiesberger: Runenexerzitien für Jedermann. Freiburg 1958.